# Meziříčko (district de Třebíč)
Pour les articles homonymes, voir Meziříčko.
Meziříčko (en allemand : Klein Meseritz) est une commune du district de Třebíč, dans la région de Vysočina, en République tchèque. Sa population s'élevait à 91 habitants en 2020.

## Géographie
Meziříčko se trouve à 12,5 km au sud-est du centre de Moravské Budějovice, à 20 km au sud-ouest de Třebíč, à 32 km au sud-sud-est de Jihlava et à 141 km au sud-est de Prague.
La commune est limitée par Želetava au nord et à l'est, par Domanil au sud-est, par Štěpkov au sud, par Radkovice u Budče, par Krasonice à l'ouest et par Jindřichovice au nord-ouest.

## Histoire
La première mention écrite de la localité date de 1316.

## Transports
Par la route, Meziříčko se trouve à 14 km de Moravské Budějovice, à 24 km de Třebíč, à 36 km de Jihlava et à 167 km de Prague.